# Dospat

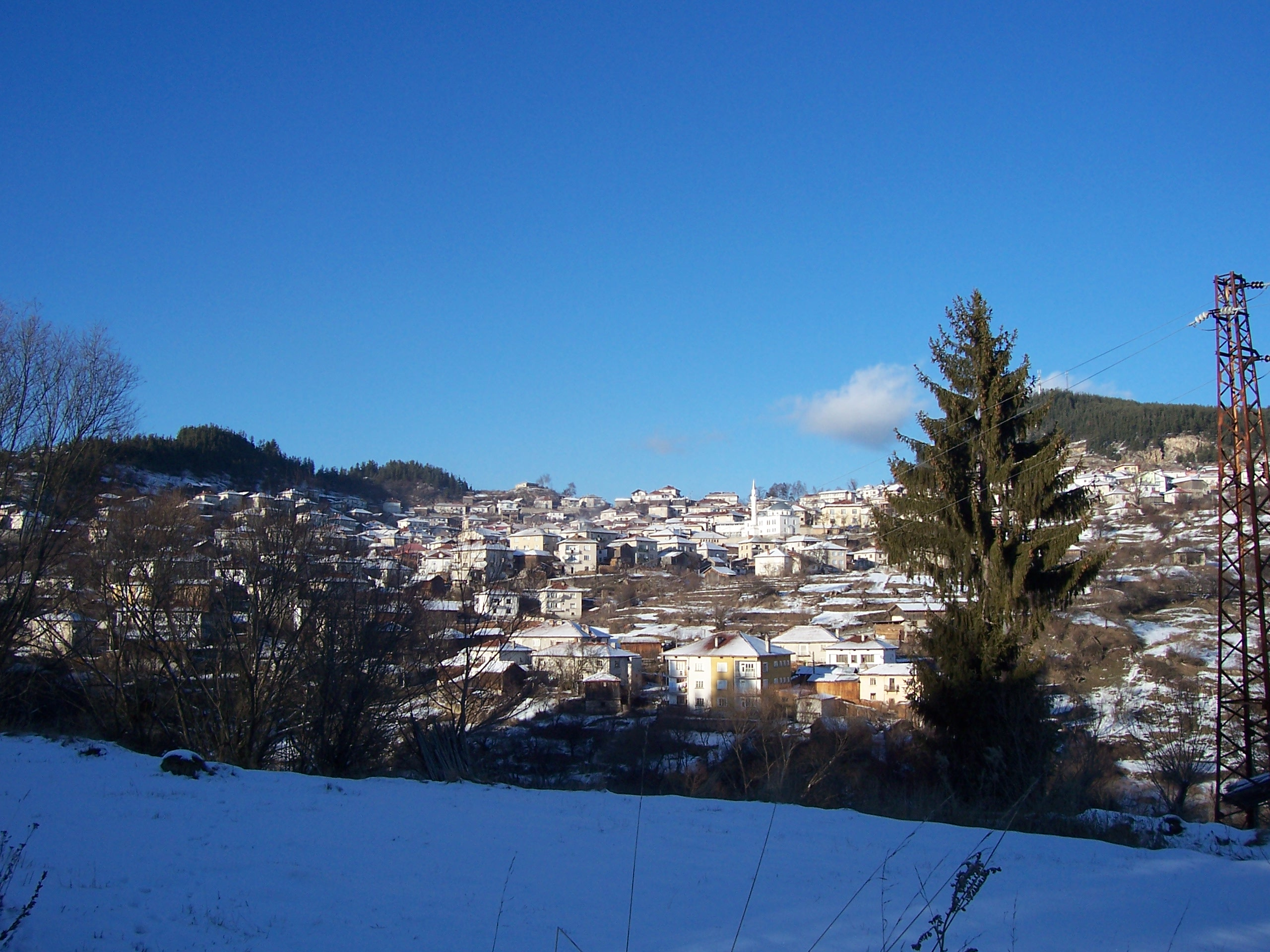
Vista de Dospat.

Dospat (en búlgaro: Доспат) es una localidad al sur de Bulgaria, en las Montañas Ródope dentro de la provincia de Smolyan. Se encuentra muy cerca del Embalse de Dospat y está habitada principalmente por pomacos. Es probable que la fundara el déspota Alexius Slav en el siglo XII o XIII, de cuyo título (déspota) derivaría el nombre.
El Embalse de Dospat es el más alto de Bulgaria y, con 22 km² de área, el segundo mayor en capacidad. Se nutre de las aguas del río Dospat.